# Seiki Nose
Seiki Nose (jap. 野瀬清喜, Nose Seiki; * 10. August 1952 in Agano, Präfektur Niigata) ist ein ehemaliger japanischer Judoka. Er gewann im Mittelgewicht eine olympische Bronzemedaille und zwei Medaillen bei Weltmeisterschaften.

## Karriere
Der 1,76 m große Seiki Nose belegte 1978 beim Tournoi de Paris hinter Aleksandrs Jackēvičs aus der Sowjetunion den zweiten Platz. 1981 gewann er den Titel bei den alljapanischen Meisterschaften. Bei den Weltmeisterschaften 1981 in Maastricht besiegte er im Viertelfinale Detlef Ultsch aus der DDR und im Halbfinale den Brasilianer Walter Carmona. Im Finale unterlag er dem Franzosen Bernard Tchoullouyan. Zwei Jahre später unterlag er bei den Weltmeisterschaften 1983 in Moskau im Viertelfinale dem Franzosen Fabien Canu, nach einem Sieg über den Mongolen Odvogin Baljinnyam in der Hoffnungsrunde gewann Nose den Kampf um eine Bronzemedaille gegen den Österreicher Peter Seisenbacher.
Bei den Olympischen Spielen 1984 in Los Angeles gewann Nose seinen ersten Kampf gegen den Zyprioten Costas Papacostas nach sieben Sekunden. Im Achtelfinale benötigte er für den Sieg über den Chilenen Eduardo Novoa 28 Sekunden. Im Viertelfinale unterlag er Peter Seisenbacher nach 4:23 Minuten. In der Hoffnungsrunde bezwang er den Jugoslawen Stanko Lopatić nach 34 Sekunden. Im Kampf um die Bronzemedaille besiegte Nose Fabien Canu nach 2:12 Minuten. Nose gewann die olympische Bronzemedaille, ohne einen einzigen Kampf die volle Zeit auf der Matte zu verbringen.